# Famille de Figueiredo
 (décembre 2021).
Si vous disposez d'ouvrages ou d'articles de référence ou si vous connaissez des sites web de qualité traitant du thème abordé ici, merci de compléter l'article en donnant les références utiles à sa vérifiabilité et en les liant à la section « Notes et références ».
La famille de Figueiredo est une famille de la noblesse portugaise, originaire de la province de Beira Alta au (Portugal).

## La légende
Selon les historiens et une légende datant de l'époque de Mauregat, roi des Asturies :
Un chevalier chrétien (le terme à utiliser serait plutôt croisé, c'est-à-dire en relation avec les croisades), appelé Goesto Ansur, originaire de Lafões, fut l'un des cinq chevaliers qui reprirent des mains des Maures six dames, ou demoiselles, chrétiennes. Celles-ci faisaient partie d'un tribut annuel de cent femmes, accordé à l'émir de Cordoue, comme taxe de ses vassaux.
La libération de ces demoiselles s'accomplit dans un figueiredo, ou champ de figuiers. Goesto Ansur, dans la fureur du combat aurait brisé son épée, arraché un rejet de figuier, et gagné la bataille. Il aurait ainsi, avec ses quatre compagnons, exterminé tous les Maures du lieu, connu à partir de ce moment comme Figueiredo das Donas.
C'est actuellement un lieu de la municipalité de Vouzela, district de Viseu, province de Beira Alta.

## La famille
Goesto Ansur aurait épousé l'une des demoiselles, nommée Orélia, ou Sancha Menorana, fille de Fernando Fernandes, seigneur de Lugo et cousin du roi D. Fruela. Ils vécurent dans ce lieu devenu mythique où ils firent construire une tour fortifíee, ou torre, dont on peut aujourd'hui encore visiter les ruines : c'est la Torre de Figueiredo. De ce couple viendrait la famille des Figueiredo. Certains points de leur histoire restent obscurs, faute de documents sur cette époque reculée, vers 850 apr. J.-C.
Leur fils, Ansur Goestis, chevalier qui vivait dans le territoire de Viseu en l'année 871, avec sa femme Eleva, fit don, cette année-là, de rentes et d'ornements, principalement gagnés aux croisades, au monastère de Arouca.
La première trace écrite est le fait de monseigneur Dom Pedro, dans son ouvrage sur les lignages portugais, où il écrit sur son arrière-grand-père, lui-même fils de Soeiro Ansures, fils de Ansur Goestis : ce Comte Dom Pedro était un bâtard royal, marié à Dona Maria Viegas de Regalados, fille de Dom Egas, ils furent les parents d'un  Penagate, marié à Dona Sancha Mendes de Briteiros. Ce couple eut pour fils Gomes Ansures, qui se lia à une demoiselle Pires da Nóbrega, fille de Pedro Ourigues da Nóbrega et de sa femme Dona Maria Viegas. Ils eurent à leur tour pour fils Martim Gomes Ansures qui se maria à Dona Teresa Fernandes, fille de Fernão Gonçalves, seigneur de Azambuja, et de Dona Ouroana Godins.
Son fils, Soeiro Martins de Figueiredo, aurait hérité de la place de Figueiredo, et aurait été le premier à utiliser ce nom de famille, sous les règnes de Dom Afonso II, Dom Sancho II et Dom Afonso III.
Estêvão Soares de Figueiredo, petit-fils de Vasco Esteves de Figueiredo, ayant vécu fin XIIIe siècle fut proclamé officiellement par le roi Seigneur de la Tour et du julgado (territoire où le seigneur avait le pouvoir de justice) de Figueiredo, d'après les recueils du roi Dom Dinis.
Estevão Soares de Figueiredo serait le père de cinq fils légitimes qui continuèrent à éparpiller le nom de Figueiredo. Outre les enfants Figueiredo légitimes, les nombreux enfants hors mariage, considérés comme bâtards à cette époque, pouvaient en certains cas réclamer ou porter le nom de Figueiredo, eux aussi.
Tous les Figueiredo nobles actuels descendent aujourd'hui de Gonçalo Garcia de Figueiredo, qui fut au XIVe siècle seigneur du fief de Vouga, et de Celorico da Beira, de par ses deux fils : Aires Gonçalves de Figueiredo, son ainé, successeur, et Dom Gonçalo de Figueiredo, évêque de Viseu.
Aires Gonçalves de Figueiredo, seigneur de Gaia, de Maia, de Figueiró dos Vinhos, de Pedrógão, de Maceira, de Prado, de Ponte de Almiara (Vouga), et du julgado de Figueiredo, élargit beaucoup sa maison : un des hommes de Jean Ier l'aida à prendre le pouvoir en 1383-1385. Cherchant une tombe d'honneur militaire pour finir ses vieux jours glorieux, il fut un des preux chevaliers présents à la conquête de Ceuta, en 1415, à l'âge de 90 ans, où il lutta vaillamment près de l'Infant Henri le Navigateur, comme nous dit la chronique de Fernão Lopes. Outre ses enfants, tous les autres Figueiredo descendent de ses neveux, les enfants reconnus ou légitimés (par le roi) du célèbre évêque de Viseu, Dom Gonçalo de Figueiredo, son frère.

## Demeure
Le palais des Marquis da Graciosa était la demeure de cette famille.

## Armoiries
| Armes de la famille Figueiredo | De gueules aux cinq feuilles de figuier de sinople disposées en sautoir. |

Armoiries (sceau, tampon, cachet) : un bras habillé de vert avec un rameau de cinq feuilles de figuier dans la main.
Symbole de la famille (fait par João de Figueiredo) : une maquette sur fond bleu, une tour carrée en argent creusée et ouverte, illuminée de rouge, accompagnée de quatre drapeaux d'argent, chacun chargé avec la croix du Christ faite d'or, attachées à chaque angle de la tour.
Pour tampon et sceau : João de Figueiredo fit faire ce même château, orné avec les drapeaux de la maquette mentionnée précédemment.

## Pour approfondir